# Rozhledna na Králickém Sněžníku
Rozhledna na Králickém Sněžníku (polsky Wieża widokowa na Śnieżniku), je polská rozhledna na vrcholu hory Králický Sněžník v pohoří Králický Sněžník v geomorfologické oblasti Jesenická oblast (Sudety Wschodnie, Východní Sudety) u česko-polské státní hranice. Nachází se na území gminy Stronie Śląskie v okrese Kladsko v Dolnoslezském vojvodství v Dolním Slezsku.

## Historie a popis
Třicet čtyři metrů vysoká rozhledna ze začala budovat v roce 2020 ve vzdálenosti 12 m od ruin zaniklé rozhledny na Králickém Sněžníku, která na vrcholu stála v letech 1899 až 1973. Investorem stavby bylo polské město Stronie Slaskie. Slavnostní otevření proběhlo dne 26. září 2022.
Spodní část rozhledny má kuželový tvar z železobetonu a kamene. Na ní je umístěna válcová ocelová příhradová svařovaná konstrukce obložená sklem. Na vrcholu je zastřešená vyhlídková plošina. Stavba podle projektu společnosti Skomar trvala 3 letní sezóny, kdy se vzhledem k povětrnostním podmínkám aj. výzvám pracovalo celkem jen 10 měsíců. Na stavbu bylo použito 100 tun oceli. Při stavbě ocelových a skleněných částí rozhledny byl použit také vrtulník. 

## Kontroverze
Rozhledna na české straně nebyla po otevření přijata zcela kladně. Někteří turisté rok po otevření poukazovali na její zbytečnost, neb i bez rozhledny byl z bezlesého vrcholu rozhled, další poukazovali na to, že přitáhla davy turistů.
České ekologické organizace již během stavby upozorňovaly na porušování podmínek pro ochranu přírody, za tato porušení padaly i pokuty. Ondřej Bačík předseda Společnosti přátel Jeseníků v roce 2023 uvedl, že přírodní rezervace je již nenávratně poškozená.

## Další informace
Rozhledna je celoročně volně přístupná a vede k ní několik turistických tras včetně naučné stezky Králický Sněžník.

## Galerie

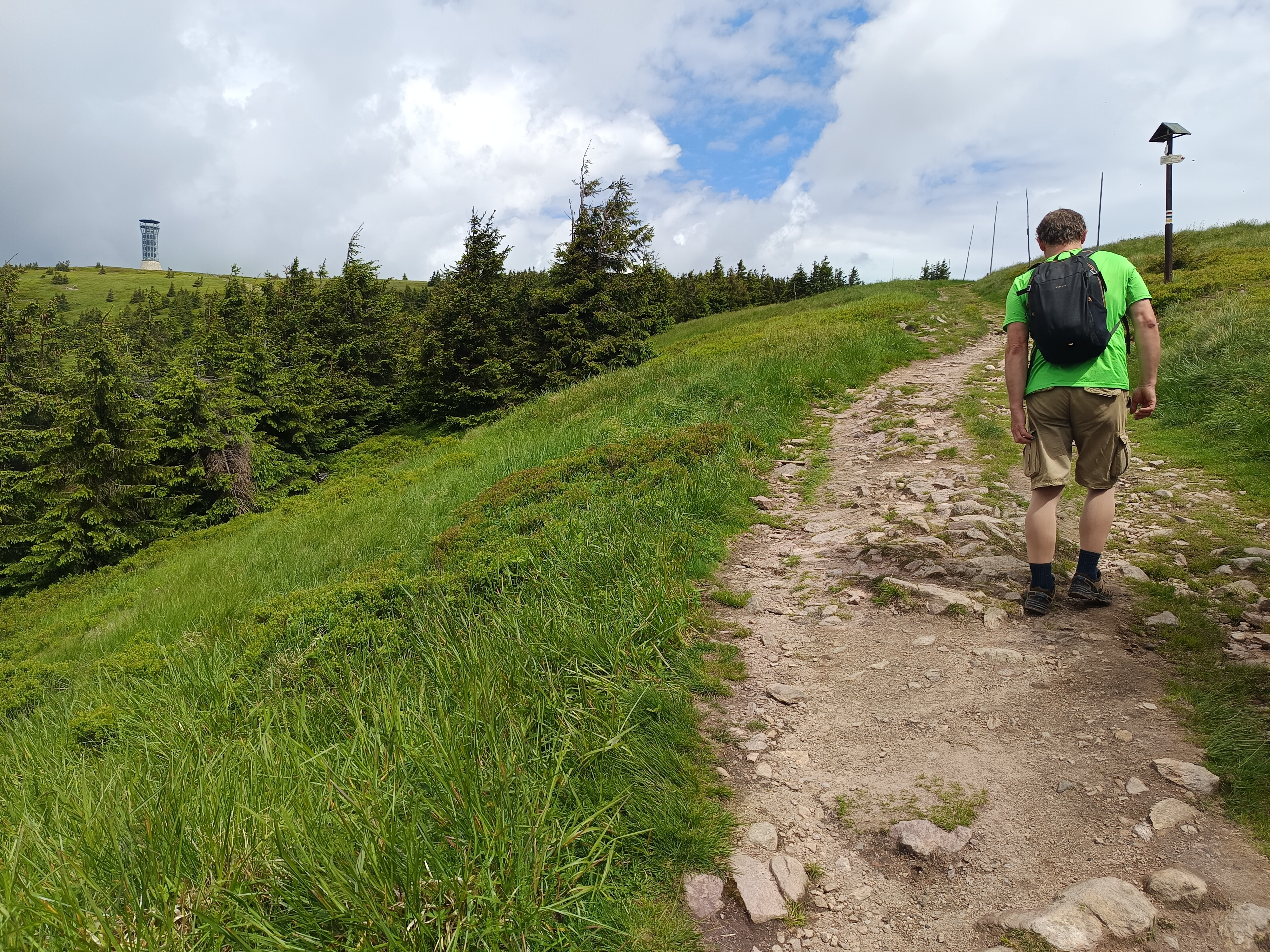
Cesta na rozhlednu z české strany
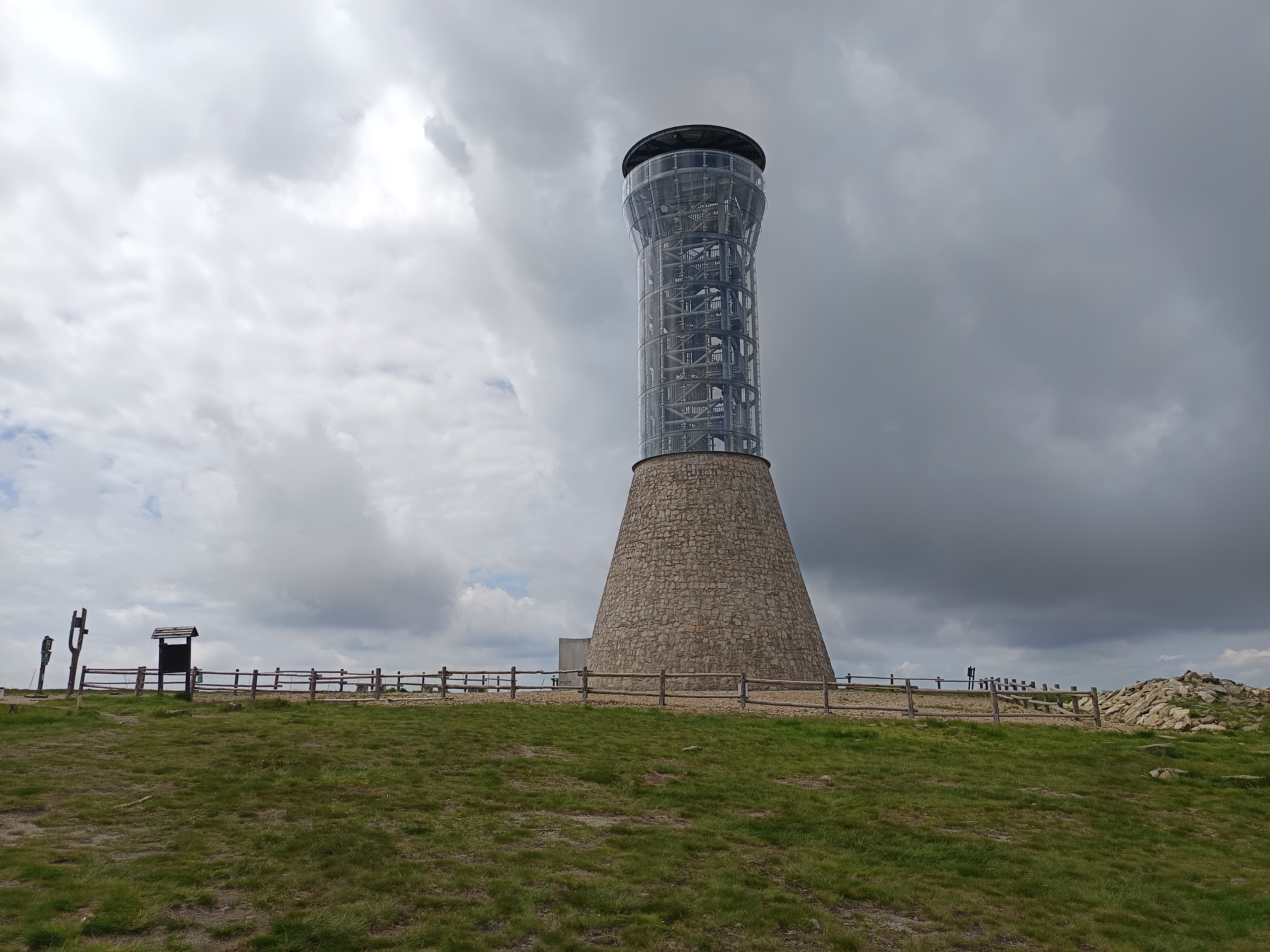
Rozhledna na vrcholu
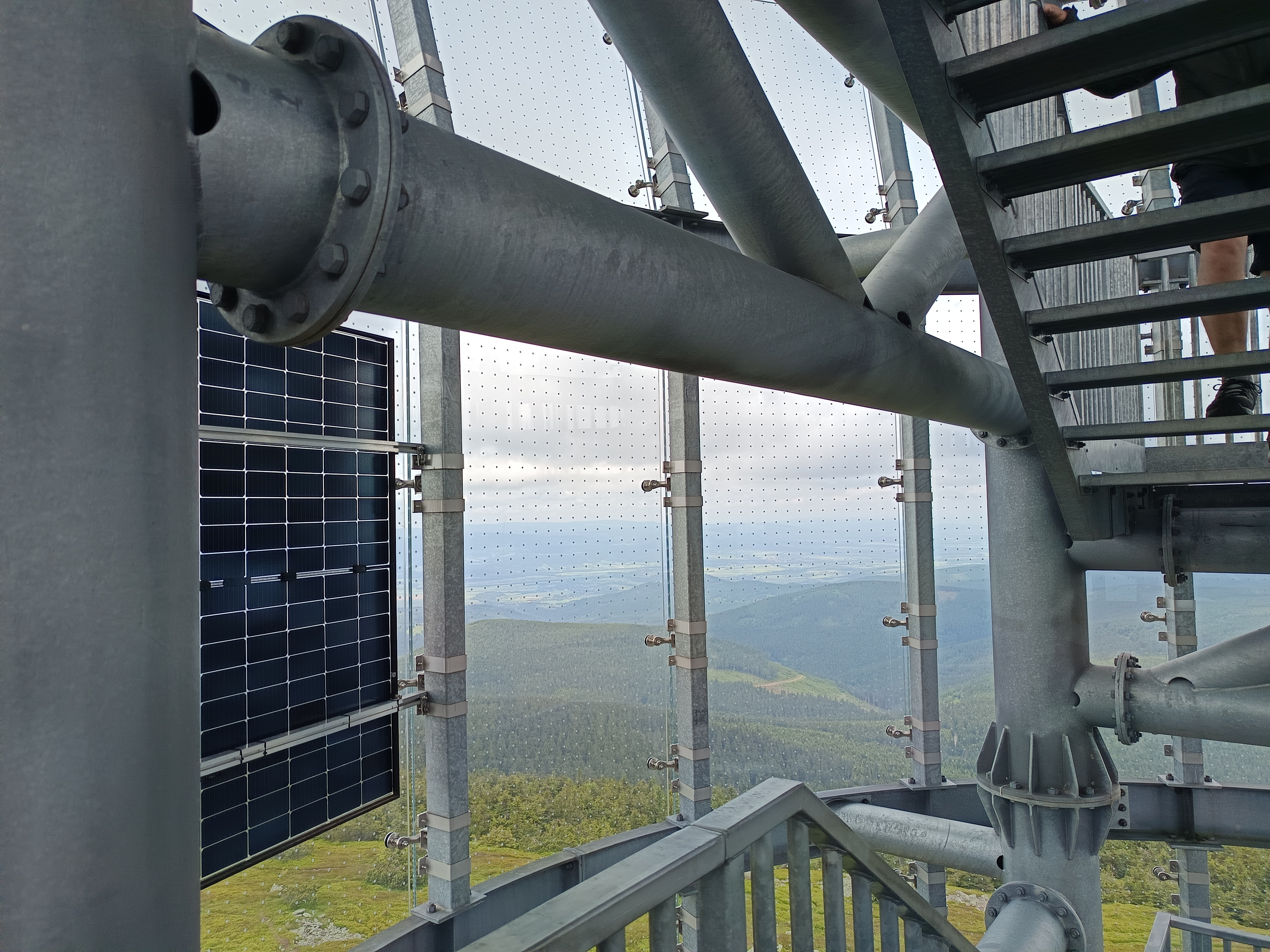
Detail spojů nosné části ocelové konstrukce rozhledny
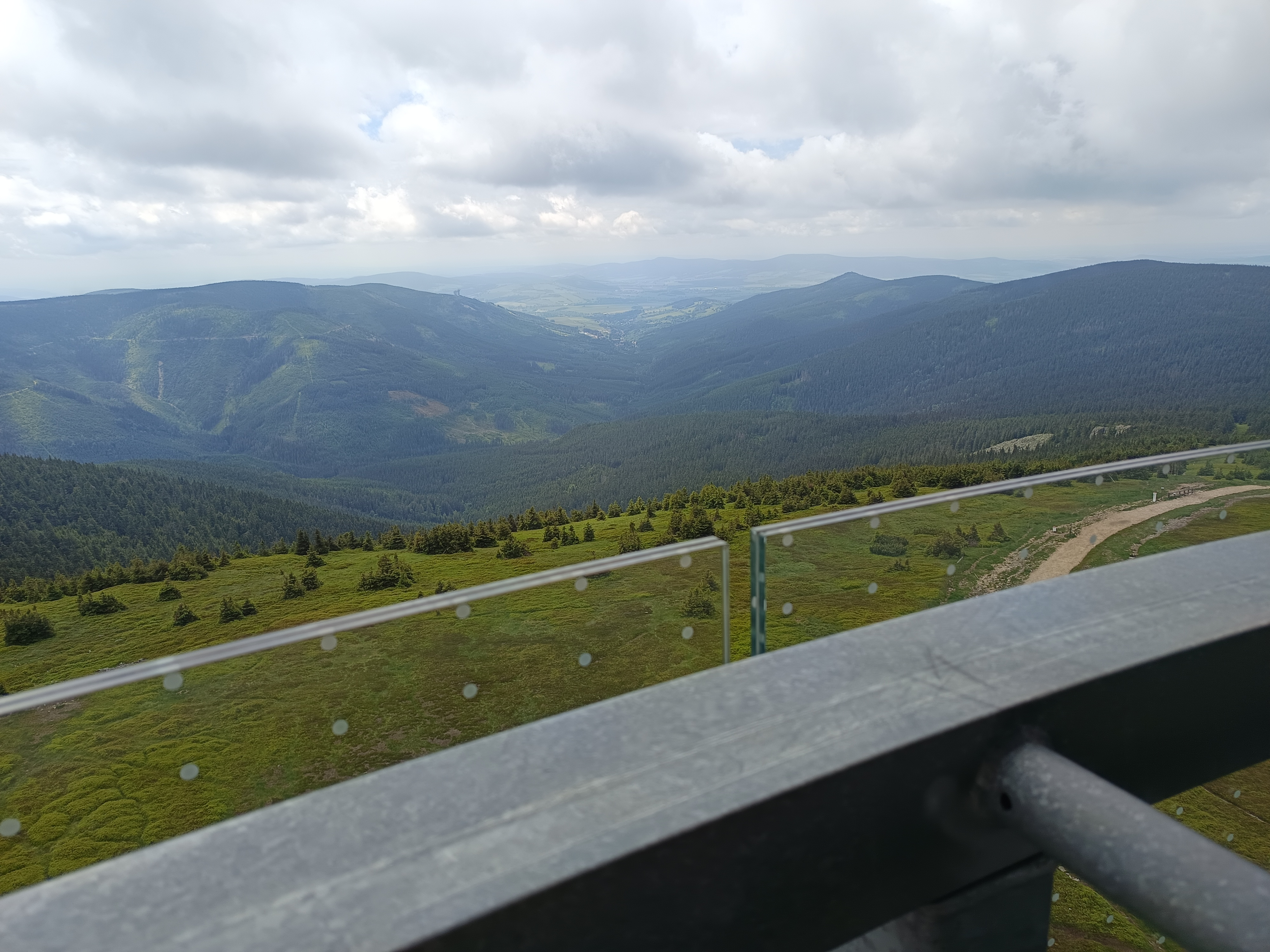
Výhled do údolí a na hory v Česku